# Избори за председника Руске Федерације 2004.
Избори за председника Руске Федерације су одржани 14. марта 2004. године.
Победник избора је Владимир Путин.

## Резултати избора
| Место                   | Кандидати               | Гласови    | %      |
| ----------------------- | ----------------------- | ---------- | ------ |
| 1.                      | Владимир Путин          | 49.565.238 | 71,31  |
| 2.                      | Николај Харитонов       | 9.513.313  | 13,69  |
| 3.                      | Сергеј Глазјев          | 2.850.063  | 4,10   |
| 4.                      | Ирина Хакамада          | 2.671.313  | 3,84   |
| 5.                      | Олег Малишкин           | 1.405.315  | 2,02   |
| 6.                      | Сергеј Миронов          | 524.324    | 0,75   |
| Против свиг             | Против свиг             | 2.396.219  | 3,45   |
| Неважећи гласови        | Неважећи гласови        | 578.824    | 0,84   |
| Укупна излазност 64,38% | Укупна излазност 64,38% | 69 504 278 | 100,00 |

## Оцена избора
Мисија посматрача ЗНД-а сматрала је да су "организовани избори председника Руске Федерације у целини добри. Утврђени су неки недостаци и недостаци у припреми за изборе, у организацији изборне кампање и вођењу гласања није утицало на слободно изражавање воље бирача и резултате гласања. Међународни посматрачи из ЗНД-а верују да су председнички избори одржани 14. марта 2004. године у складу са Федералним законом „О изборима председника Руске Федерације” и признали су ове изборе као слободне, демократске и поштене.